# Tatiana Peres Duarte
Tatiana Peres Duarte, atualmente Tatiana Duarte Brea (Manaus, 21 de fevereiro de 1978) é uma enxadrista brasileira. É mestre Internacional Feminina (WIM), árbitra e instrutora de xadrez reconhecida pela FIDE.
Conquistou sete vezes o título de campeã brasileira de categorias menores, oito vezes campeã pan-americana e é bicampeã brasileira feminina absoluta. 
Após casar-se nos Estados Unidos, passou a residir naquele país, alterando seu nome civil.